# Darwinula
Darwinula is een geslacht van kreeftachtigen uit de klasse van de Ostracoda (mosselkreeftjes).

## Soort
- Darwinula stevensoni (Brady & Robertson, 1870)